# Panoz Esperante GTR-1
La Panoz Esperante GTR-1, chiamata anche Panoz GTR-1 e successivamente Panoz GTP, è una vettura sport prototipo da competizione realizzata nel 1997 dalla squadra Panoz Motorsports secondo i regolamenti ACO GT1.

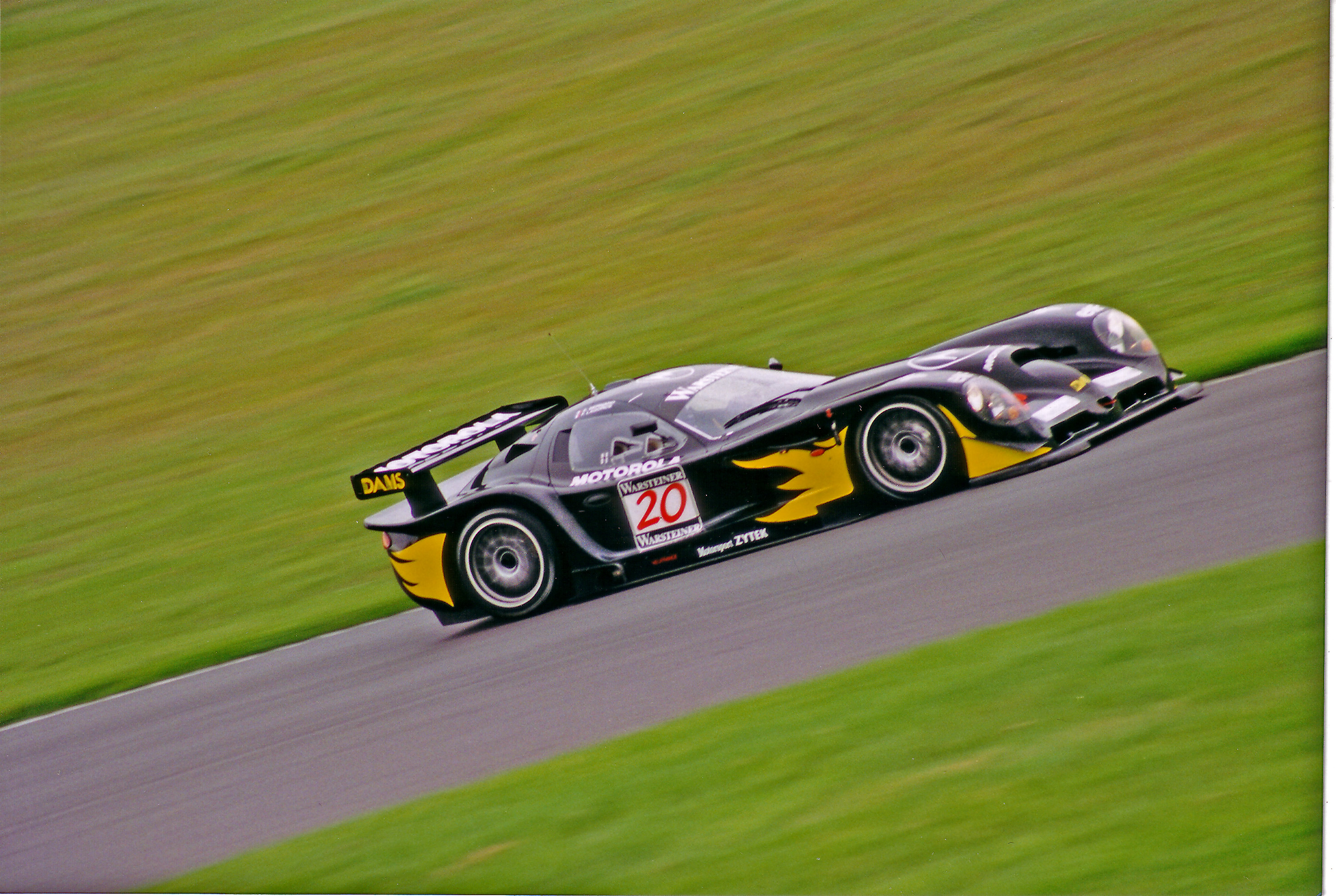

È stata utilizzata nella American Le Mans Series, United States Road Racing Championship, IMSA GT, FIA GT e 24 ore di Le Mans.
Della vettura ne è stato realizzato anche un unico esemplare stradale.

## Caratteristiche Tecniche
La vettura è costituita da un telaio monoscocca in fibra di carbonio cui sono collegate le sospensioni di tipo push rod a doppio trapezio provviste di barra antirollio.
Lo sterzo servoassistito è di tipo a pignone e cremagliera e i freni hanno dischi carboceramici.
Il motore, installato in posizione anteriore longitudinale, è un V8 di origine Ford.
Il propulsore, interamente realizzato in alluminio,  aspirato dalla cilindrata di 5980 cm³ e dotato di due valvole per cilindro e distribuzione SOHC con lubrificazione a carter secco, eroga circa 600 CV di potenza e 678 Nm di coppia con regime massimo posto a 8000 rpm.
Il cambio fornito da Xtrac è un 6 rapporti sequenziale mentre la trazione è posteriore.
In totale sono stati realizzati 9 telai per le competizioni.

### Q9
Nel 1998, a seguito di un accordo con Zytek, venne allestito un telaio su cui installare un propulsore ibrido dotato di sistema di rigenerazione in frenata; la vettura assunse la denominazione di Sparly e venne decorata con saette gialle su fondo viola.

## Risultati sportivi

### GTR1-002
Questo telaio ha debuttato, con la squadra ufficiale Panoz, alla 12 Ore di Sebring raccogliendo il 51º posto finale; nella stessa stagione vinse la 2 Ore di Road Atlanta e a Sears Point, il secondo posto a Mosport e Las Vegas e il terzo posto a Watkins Glen e Pikes Peak.

### GTR1-003
Questo telaio ha debuttato, con i colori del team David Price Racing, alla 4 Ore di Hockenheim raccogliendo l'11º posto finale; dopo aver corso la stagione 1997 senza risultati di rilievo, la vettura è stata iscritta, in categoria GTP, dal team JML Panoz alla 1000KM di Le Mans nel 2003, mentre nel 2004 ha partecipato a 4 eventi cogliendo, come miglior prestazione, il 9º posto alla 12 Ore di Sebring con il team Larbre Competition.

### GTR1-004
Gemella della 003, questa vettura ha disputato la stagione 1997 col team David Price centrando la piazza d'onore alla 3 Ore di Sebring; il team Panoz la iscrisse anche alla 12 Ore di Sebring nel 1999 chiudendo al 46º posto.

### GTR1-005
Questo telaio venne impiegato dal team Driot-Arnoux Motorsport alle prequalifiche della 24 Ore di Le Mans 1997; successivamente non ha più preso parte a competizioni.

### GTR1-006
Schierata dal team Driot-Arnoux Motorsport, durante la stagione 1997, questa vettura ha ottenuto il 7º posto alla 4 Ore del Mugello come miglior risultato stagionale; ritornata al team Panoz nel 1998 ha partecipato, senza concluderla, alla 24 Ore di Le Mans.

### GTR1-007
Schierata da Panoz Racing a partire da metà stagione 1997 la vettura ottenne come migliori prestazioni il 2º posto a Sebring e la vittoria a Laguna Seca; nella stagion 1998 la vettura conquistò la settima posizione alla 24 Ore di Le Mans.
Successivamente la vettura venne venduta a un collezionista privato e attualmente viene utilizzata in competizioni ed eventi.

### GTR1-008
Iscritta la campionato 1997 con i colori Visteon Panoz Racing, la vettura ha conquistato due vittorie, a Lime Rock e Sebring, ed è andata a podio altre 7 volte in stagione ottenendo 3 secondi posti e 4 terzi posti.

### Q9
La vettura ha partecipato alla 24 Ore di Le Mans del 1998 senza arrivare al termine e alla Petit Le Mans, sempre nello stesso anno, chiudendo al 12º posto.

### GTR1-9803#[18]
Questa vettura, il cui numero di telaio non è noto, venne iscritta dal team DAMS alla stagione 1998 ottenendo due terzi posti alla 500km di Hockeneim e alla 500km di Digione.